# هجوم مطار عدن
هجوم مطار عدن هو عدة انفجارات وقعت في مطار عدن الدولي في 30 ديسمبر 2020، تزامنًا مع وصول وزراء الحكومة الجديدة للمطار. حيث هبطت طائرة تقل أعضاء من الحكومة اليمنية المشكلة حديثًا في مطار عدن الدولي جنوب غرب اليمن. وأثناء نزول الركاب، وقعت انفجارات وإطلاق نار، مما أسفر عن مقتل 25 شخصًا وإصابة مال لا يقل عن 110 آخرين.
ولم يصب أي من ركاب الطائرة في الهجوم على المطار، وسرعان ما نقل أعضاء مجلس الوزراء اليمني إلى قصر معاشيق الرئاسي حفاظا على سلامتهم. أُبلغ لاحقًا عن وقوع انفجار بالقرب من القصر.

## خلفية
تشكلت الحكومة اليمنية الجديدة بدعم من المملكة العربية السعودية من أجل التعامل مع الاقتتال الداخلي بين القوات الحكومية اليمنية وقوات المجلس الانتقالي الجنوبي الانفصالي، كان تشكيل حكومة الوحدة الجديدة، التي تضم أعدادًا متساوية من الممثلين من كل منطقة من مناطق اليمن الشمالية والجنوبية، نتيجة أكثر من عام من المفاوضات المكثفة التي توسطت فيها السعودية، وكان الهدف منها إنهاء الاقتتال الداخلي حتى يتمكن الطرفان من القتال معًا ضد المتمردين الحوثيين في الحرب الأهلية المستمرة.
بعد الإعلان عن مجلس الوزراء الجديد المكون من 24 عضوًا في وقت سابق من شهر ديسمبر، أدت حكومة الوحدة الجديدة، بقيادة رئيس الوزراء معين عبد الملك سعيد، اليمين أمام الرئيس عبد ربه منصور هادي في ديسمبر 26, 2020 في العاصمة السعودية، الرياض.
كانت الحكومة المشكلة حديثًا والمعترف بها دوليًا قد خططت لبث عودتها من المملكة العربية السعودية إلى اليمن عبر التلفزيون، لإعلام مواطنيها بأن مخاوفهم سيجري معالجتها كان من المفترض أن يكون الحدث أيضًا علامة على النتيجة الناجحة للمفاوضات المطولة.

## الهجمات
في 30 ديسمبر 2020، حلقت طائرة الخطوط الجوية اليمنية من المملكة العربية السعودية إلى مدينة عدن الساحلية في جنوب غرب اليمن، على متنها أعضاء من الحكومة اليمنية المشكلة حديثًا، بما في ذلك رئيس الوزراء، وكذلك السفير السعودي في اليمن. كانت قاعة المطار مزدحمة بالمسؤولين المحليين وكذلك المدنيين الذين يأملون في استقبال أعضاء مجلس الوزراء الجديد. كما تجمع مئات الأشخاص على مدرج المطار بالخارج.
وعند نزول الركاب، سمع دوي انفجارات ضخمة. أفاد مصدر أمني محلي أن «ثلاث قذائف هاون سقطت على صالة المطار»، بينما أشار وزير الاتصال اليمني نجيب العوج، الذي كان من بين أولئك الذين وصلوا إلى المطار، إلى أنها كانت غارات بطائرات بدون طيار واعتقد متحدث باسم رئيس المجلس الانتقالي الجنوبي أنها صواريخ. ذكرت صحيفة التلغراف أن تحليل لقطات الانفجار أظهر انفجارًا واحدًا على الجانب الشمالي من مبنى المطار، والثاني حدث بعد حوالي 30 ثانية وعلى بعد حوالي 20 متر (66 قدم) من موقع الانفجار الأول.
دفعت الانفجارات حشد المئات إلى التدافع بحثًا عن ملجأ، وكان الوزراء النازلون إما يركضون عائدين إلى الطائرة أو ينزلون الدرج بحثًا عن ملجأ. ثم بدأ إطلاق النار من المركبات المدرعة. وشوهدت الجثث ملقاة على مدرج المطار وأماكن أخرى في المطار بعد الهجوم بينما تصاعدت أعمدة كثيفة من الدخان الأسود والأبيض من صالة المطار.
قُتل ما لا يقل عن 25 شخصًا وأصيب 110 آخرون، وأصيب 33 على الأقل بجروح خطيرة. شمل الضحايا عمال إغاثة ومسؤولين حكوميين. قُتل ثلاثة أعضاء من اللجنة الدولية للصليب الأحمر، من بينهم يمنيان ورواندي واحد. وأصيب ثلاثة آخرون أحدهم في حالة خطرة. كما أفاد المسؤولون بمقتل نائب وزير الأشغال العامة، بينما ورد أيضًا أن من بين المصابين نائب وزير الشباب والرياضة ونائب وزير النقل. بين القتلى أيضًا مراسل بلقيس، قناة إخبارية تلفزيونية يمنية، كان ينقل الأخبار على الهواء مباشرة من المطار عندما انقطع اتصاله. كما ذكر وزير الإعلام اليمني معمر الإرياني أن ما لا يقل عن عشرة صحفيين آخرين أصيبوا.
وبحسب ما ورد كان معظم الضحايا من المدنيين وموظفي المطار، حيث ذكرت صحيفة ذا تايمز أن جميع الضحايا كانوا داخل المبنى. ومع ذلك، ظل جميع الركاب الذين كانوا على متن الطائرة سالمين. ونُقل أعضاء مجلس الوزراء، وكذلك السفير السعودي، بسرعة إلى قصر معاشيق، القصر الرئاسي في عدن، للحفاظ على أمانهم.
وسمع دوي انفجار آخر بعد نحو أربع ساعات حول قصر معاشيق. لم يُبلغ عن وقوع إصابات نتيجة للانفجار اللاحق. أفادت قناة العربية أنه تم اعتراض وتدمير «طائرة مسيرة محملة بالمتفجرات» في مكان قريب.

## ما بعد الهجوم
ألقى وزير الخارجية اليمني أحمد عوض بن مبارك في البداية باللوم على الحوثيين في الهجوم، وذكر أن أربعة صواريخ باليستية أطلقت على المطار، لكنه أدلى بالبيان دون تقديم أدلة، ونفى المتمردون مسؤوليتهم. كما ألقى المجلس الانتقالي الجنوبي باللوم على الحوثيين وكذلك قطر وتركيا. صرح مسؤولون غربيون أنه من المحتمل أن يكون من عمل المتمردين الحوثيين، لكنهم لم يستبعدوا تنظيم القاعدة في شبه الجزيرة العربية (AQAP) أو الفصائل الانفصالية الجنوبية غير الراضية.  أمر الرئيس هادي الجيش بالتحقيق في الهجوم.
وشدد وزير الاتصال نجيب العوج على أن الطائرة كانت الهدف الأصلي للهجمات، حيث هبطت الطائرة متأخرة عما كان مخططا له سابقا.
في وقت مبكر من اليوم التالي، شن التحالف ضربات جوية على صنعاء، العاصمة التي يسيطر عليها الحوثيون، على ما يبدو ردًا على هجمات اليوم السابق، والتي ألقى باللوم فيها على الحوثيين. نفذت الطائرات الحربية غارات على مدى عدة ساعات وضربت المطار وكذلك مناطق أخرى من المدينة. أكدت الجزيرة وقوع أكثر من ثماني غارات، فيما أفادت قناة المسيرة المملوكة للحوثيين بقصف 15 موقعا مختلفا في المدينة والمحافظة المحيطة، بما في ذلك مواقع في منطقتي سنحان وبني حشيش. لم يُبلغ عن ضحايا.
بحلول الصباح، أقيمت نقاط تفتيش عسكرية في جميع أنحاء عدن، وانتشرت قوات الأمن في الشوارع.

## ردود الفعل
أدان الأمين العام للأمم المتحدة أنطونيو غوتيريش «الهجوم المؤسف» على المطار، وقدم تعازيه لأسر الضحايا وكذلك الحكومة اليمنية وشعبها، وذلك كما أفاد مبعوثه الخاص لليمن، مارتن غريفيثس.
كما أدان عدد من الدول العربية والغربية، بما في ذلك مصر والأردن، والسعودية، والإمارات، والبحرين، وتركيا والمملكة المتحدة والولايات المتحدة، هجوم المطار.